# Clypeidae
De Clypeidae zijn een familie van uitgestorven zee-egels (Echinoidea) uit de superorde Neognathostomata.

## Fossielen
Deze familie is bekend in de fossielenbestanden van het Jura (Bajocien) tot het Krijt (Santonien) (ongeveer 164,7 tot 94,3 miljoen jaar geleden). Fossielen van soorten binnen dit geslacht zijn gevonden in Egypte, Frankrijk, Portugal, Saoedi-Arabië, Zwitserland, Oekraïne, de Verenigde Arabische Emiraten, Chili, Ethiopië, Duitsland, India, Kenia, Madagaskar, Polen, Saoedi-Arabië, Somalië, Tunesië, het Verenigd Koninkrijk en de Verenigde Staten.

## Geslachten
- Cluniculus Pomel, 1883
- Clypeus Leske, 1778
- Pseudosorella Etallon, 1859
- Astrolampas Pomel 1883
- Colliclypeus Smith 1991
- Pseudopygurus
- Pygurus Agassiz 1839